# Giżycko
Giżycko (în poloneză, în trecut Lec, în germană Lötzen, în lituaniană Lėcius) este un oraș în Polonia.